# Coipasa
Coipasa ist eine Ortschaft im Departamento Oruro im Hochland des südamerikanischen Andenstaates Bolivien.

## Lage im Nahraum
Coipasa ist zentraler Ort des Municipio Coipasa in der Provinz Sabaya. Die Ortschaft liegt auf dem bolivianischen Altiplano auf einer Höhe von 3692 m im nordöstlichen Teil der etwa 135 km² großen Insel Pucarani im Salzsee Salar de Coipasa.

## Geographie
Das Klima in der Region ist semiarid, der Jahresniederschlag liegt bei nur 200 mm (siehe Klimadiagramm Sabaya). Von April bis November herrscht Trockenzeit mit Monatswerten von weniger als 10 mm Niederschlag, die Feuchtezeit im Sommer ist kurz und der Regen wenig ergiebig. Die Jahresdurchschnittstemperatur liegt bei knapp 7 °C ohne wesentliche Schwankungen im Jahresverlauf, aber mit starken Tagesschwankungen der Temperatur und häufigem Frostwechsel.
Die Vegetation in der Region entspricht der semiariden Puna. Sie ist baumlos und setzt sich vor allem aus Dornsträuchern, Gräsern, Sukkulenten und Polsterpflanzen zusammen. Sie wird wirtschaftlich als Lama-, Alpaka- und Schafweide genutzt.

## Verkehrsnetz
Coipasa liegt in einer Entfernung von 239 Straßenkilometern südwestlich von Oruro, der Hauptstadt des gleichnamigen Departamentos.
Von Oruro aus führt die weitgehend unbefestigte Nationalstraße Ruta 12 über 189 Kilometer in südwestlicher Richtung über Ancaravi und Huachacalla bis Sabaya und weiter nach Pisiga an der chilenischen Grenze. Von Sabaya aus führt eine unbefestigte Landstraße in südliche Richtung und erreicht nach etwa 50 Kilometern die Ortschaft Coipasa.

## Bevölkerung
Die Bevölkerungszahl der Ortschaft ist in den vergangenen beiden Jahrzehnten auf nahezu das Doppelte angestiegen:
| Jahr | Einwohner | Quelle       |
| ---- | --------- | ------------ |
| 1992 | 314       | Volkszählung |
| 2001 | 484       | Volkszählung |
| 2012 | 742       | Volkszählung |
| 2024 |           | Volkszählung |

Die Region weist einen hohen Anteil an Aymara-Bevölkerung auf, im Municipio Coipasa sprechen 51,9 Prozent der Bevölkerung Aymara.